# Distrito de Sukma
Sukma es un distrito de la India en el estado de Chhattisgarh. Su centro administrativo es la ciudad de Sukma. Tienen una población de 249 000 habitantes.